# Plans
Plans är Death Cab for Cuties femte studioinspelade musikalbum, släppt 30 augusti 2005.
Albumet nominerades för en Grammy Award för bästa alternativa musikalbum vid den 48:e årliga prisutdelningen den 8 februari 2006.
Vinylutgåvan av skivan inkluderar bonusspåret "Talking Like Turnstiles". Den japanska utgåvan inkluderar bonusspåret "Jealousy Rides With Me".
"Stable Song", det avslutande spåret på skivan är en nyinspelning av "Stability" från The Stability E.P., släppt 2002.
Skivan har sålt i över 823 000 exemplar i USA och har där blivit ett guldalbum.
2006 släpptes en dvd kallad "Directions". Dvd:n var en antologi med 11 kortfilmer inspirerade av låtarna på skivan Plans.

## Låtlista
Alla låtar är skrivna av Ben Gibbard, om inget annat anges.
1. "Marching Bands of Manhattan" – 4:12
2. "Soul Meets Body" – 3:50
3. "Summer Skin" (Gibbard/McGerr/Walla) – 3:14
4. "Different Names for the Same Thing" – 5:08
5. "I Will Follow You Into the Dark" – 3:09
6. "Your Heart is an Empty Room" – 3:39
7. "Someday You Will Be Loved" (Gibbard/Walla) – 3:11
8. "Crooked Teeth" (Gibbard/Walla) – 3:23
9. "What Sarah Said" (Gibbard/Harmer) – 6:20
10. "Brothers on a Hotel Bed" (Gibbard/Walla) – 4:31
11. "Stable Song" – 3:42

## Bonusspår
1. "Talking Like Turnstiles" – 2:28 - endast bonusspår på vinylutgåvan; senare släppt på Crooked Teeth EP:n.
2. "Jealousy Rides with Me" – 2:55 - bonusspår på den japanska utgåvan, b-sida på Soul Meets Body-singeln.
3. "Broken Yolk in Western Sky" – skriven under Plansinspelningen, framförd av Ben Gibbard live under en konsert för att hedra tsunamioffren.
4. "Walking the Ghost" – skriven under Plansinspelningen; framförd live av Ben Gibbard innan presidentvalet 2004.

## Personer
- Ben Gibbard, sång
- Chris Walla, gitarr
- Nick Harmer, bas
- Jason McGerr, trummor